# Den poezie

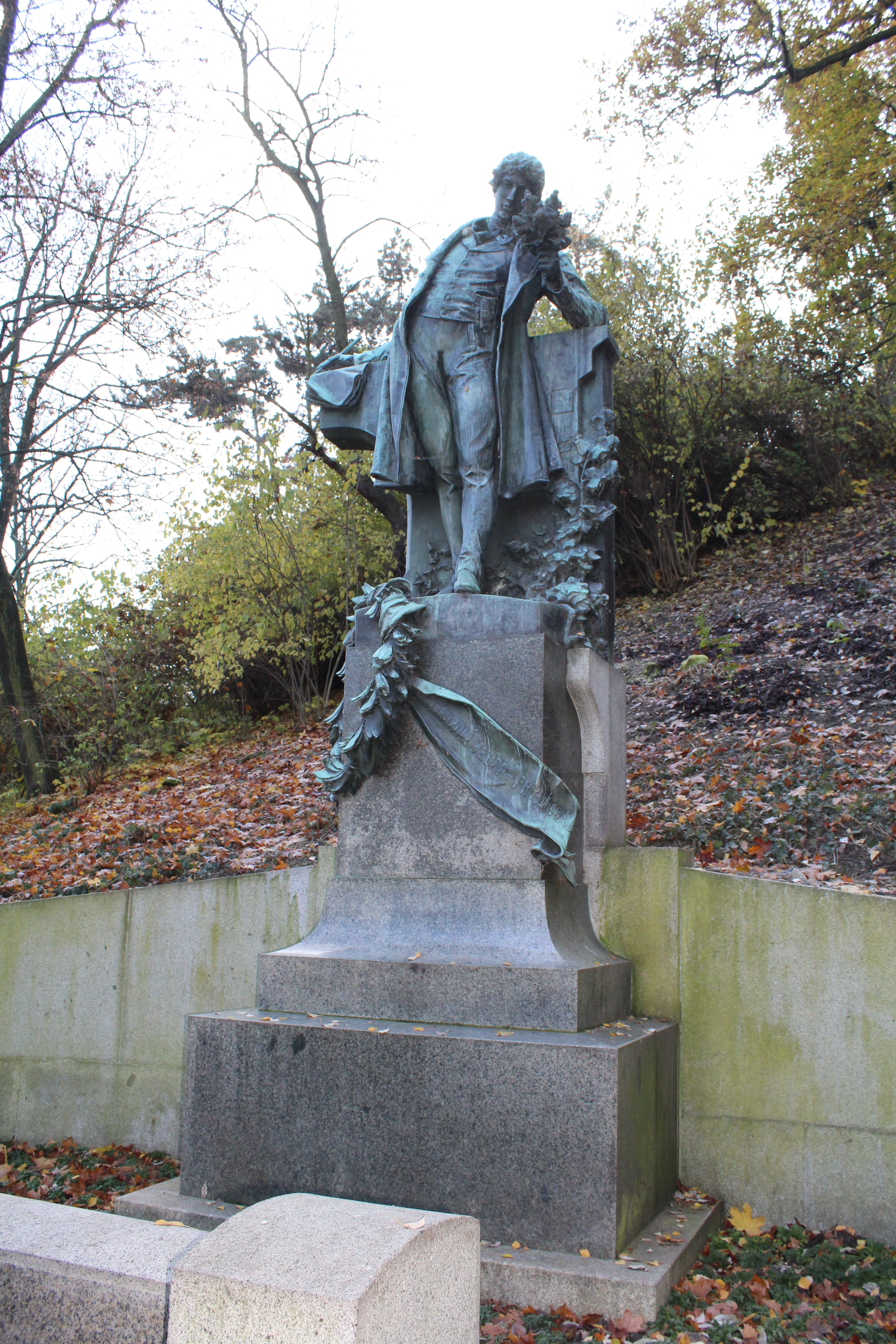
Socha K. H. Máchy na Petříně

Den poezie je festival konaný každoročně v listopadu na památku narození Karla Hynka Máchy ve více než padesáti městech a obcích v České republice. Festival vznikl v roce 1999 na popud Bernie (Bernadette) Higgins (irsko-britské akademičky žijící a pracující v Praze) a Renaty Bulvové (zakladatelky literárního a kulturního Klubu 8), k nimž se postupně připojili Martin Zborník a Zora Šimůnková. Později se organizace festivalu ujalo zájmové sdružení Společnost poezie. Původně jednodenní festival se rozrostl na dvoutýdenní program čítající stovky položek. Jedno veřejné čtení se tradičně koná u sochy K. H. Máchy na Petříně. V programu vystupují i zahraniční hosté.
V každém městě probíhá Den poezie trochu jinak: zapojují se literární spolky, školy, zahraniční kulturní centra i velvyslanectví, konají se autorská čtení známých básníků i básnických objevů. Akce jsou občas propojeny s hudební, výtvarnou či divadelní složkou. Participují na něm i různé literární společnosti, časopisy, nakladatelství i amatérské literární servery.
V roce 2018 byl u příležitosti projektu Praha město literatury představen vůbec první autor nesoucí titul Básník/Básnířka města Prahy, a to básnířka Sylva Fischerová.

## Ročníky
- Den poezie (1999) – tím byl zahájen pražský projekt Poezie pro cestující. Básně se od té doby nepravidelně objevují pro krátké spočinutí pohledu cestujících na vybraných plochách uvnitř metra anebo v tramvajích (místo reklamy)
- Poezie v prostoru (2000) – v Praze vystoupila v rámci několika akcí také britská básnířka-performerka Patience Agbabi
- Poezie vedle nás (2001) – do festivalového programu se poprvé zapojila města mimo Prahu: Plzeň, Poděbrady, Broumov, Desná v Jizerských horách
- Poezie místa/Místa poezie (2002)
- Karneval poezie (2003)
- Poezie z ptačí perspektivy (2004)
- Poezie v sedmém nebi (2005)
- Kde domov můj (2006)
- Poezie na drátě (2007)
- V zrnku písku vidět svět (2008)
- Virtuální svět (2009)
- Nekonečný kraj (2010)
- Poezie na volné noze (2011)
- Pře-stup (2012)
- Vášeň a popel (2013)
- Řezaná poezie (2014)
- Poezie pod proudem (2015)
- Žádný člověk není ostrov (2016)
- Labyrint světa (2017) – inspirován prací význačného českého myslitele, učitele a humanisty Jana Amose Komenského, od jehož narození v tomto roce uplynulo 425 let. V rámci tohoto ročníku byl zahájen projekt Poezie pro čekající. S poezií se mohli lidé setkávat v čekárnách nemocnic i jinde. U příležitosti zahájení projektu vyšla rovněž brožurka s vybranými básněmi
- Nebát se (2018) – představena první nositelka titulu Básník/Básnířka města Prahy
- Otevřete oči (2019)
- Konec a počátek (2020)
- Božská komedie (2021)
- Je včera, bude dnes a bylo zítra (2022)
- Básně v obraze (2023)
- Na hrázi hudby (2024)